# Жан Франсуа-Понсе
Жан Франсуа-Понсе (фр. Jean François-Poncet; нар. 8 грудня 1928 — пом. 18 липня 2012) — французький політичний діяч, консерватор. Дипломат. 

## Біографія
Народився 8 грудня 1928 року. Міністр закордонних справ Франції в кабінеті Раймона Барра при президенті Валері Жискар д'Естені з 29 листопада 1978 по 22 травня 1981 року. З 1976 по 1978 генеральний секретар президентства Валері Жискар д'Естена.